# Селкирк (планина)
Селкирк (на английски: Selkirk Mountains) е планински масив във Вътрешния пояс на Северноамериканските Кордилери, в системата на колумбийските планини, разположен на територията на Канада (57%), провинция Британска Колумбия и в САЩ (43%), щатите Вашингтон (27%) и Айдахо (15%). Простира се на 525 km от север на юг, ширината му е до 170 km, а площта му възлиза на 42 143 km². На запад горното течение на река Колумбия го отделя от планинския масив Монаши, на изток река Кутни и десният ѝ приток Дънкан го отделят от масива Пъърсел, а на юг долното течение на река Панд Орей (ляв приток на Колумбия) – от планината Битъррут. От долното течение на река Кутни се поделя на два обособени масива – Северен (по-голям и по-висок) и Южен (по-малък и по-нисък). Изграден е предимно от докамбрийски масивно-кристалинни скали. Максималната височина е връх Сър Санфорд (3519 m), най-високата точка на целите Колумбийски планини. Най-високите части са заети от вечни снегове и ледници. Склоновете му са покрити с алпийски пасища и иглолистни гори. Разработват се находища на полиметални руди. В северната част на масива е разположен националният парк „Глейшър“.